# Konrad II. von Salzwedel
Konrad II. von Salzwedel (†  20. September 1241) war ein römisch-katholischer Geistlicher. Er führte in der ersten Hälfte des 13. Jahrhunderts als Bischof Konrad III. von Cammin das pommersche Bistum.

## Leben
Konrad II. von Salzwedel war der Sohn des Edelvogtes Friedrich II. von Salzwedel. 
1209 wurde Konrad II. von Salzwedel erstmals als Conradus de Saltwitele und als Domherr zu Magdeburg genannt. Er trat 1212 mit seinem Bruder Heinrich als Bürge für Markgraf Albrecht beim Bündnisvertrag mit König Otto IV. auf.
Noch am 7. Oktober 1233 wurde Konrad als Conradus de Saltwietel und als Dompropst zu Magdeburg genannt. Als im Oktober 1233 der Bischof Konrad II. von Cammin starb, hatte er vorher Konrad von Salzwedel als seinen Nachfolger vorgeschlagen. Am 16. Dezember 1233 gab der Papst den Auftrag für die Weihe des Konrad II. von Salzwedel zum Bischof von Pommern unter dem Namen Konrad III.  Sein Bruder Jaczo von Salzwedel, im selben Jahr erstmals in einer pommerschen Urkunde erwähnt, siedelte nach Pommern über und wurde mit der Herrschaft Gützkow belehnt.
In den ersten Jahren seiner Amtszeit kam es zu Grenzstreitigkeiten zwischen Pommern und Mecklenburg um das zirzipanische Gebiet, in deren Folge das Bistum Schwerin versuchte, die Territorien bis Gützkow und Wolgast aus dem Camminer Sprengel herauszulösen. Bischof Konrad III. von Cammin konnte am 5. Februar 1236 den Versuch von Bischof Brunward von Schwerin zur Übernahme der Gebiete der Länder Loitz, Ziethen und Gützkow in dessen Einflussbereich abweisen.
Im Kloster Stolpe wurde am 24. April 1240 ein Vertrag zwischen Herzog Barnim I. und Bischof Konrad III. von Cammin zur Umwandlung der kirchlichen Einkünfte aus Krügen, Märkten, Münzen und Zöllen in ein jährliches Grundgeld geschlossen.
Auch 1240 erhielt er von Herzog Barnim I. von Pommern das Land Stargard. Dafür belehnte er den Herzog mit dem Zehnt von mehr als 1800 Hufen in der Uckermark, bei Stargard und Pyritz.
Wizlaw I., Fürst von Rügen und Herzog Wartislaw III. von Pommern-Demmin bestätigten in Anwesenheit des Camminer Bischofs Konrad III. dem Kloster Eldena die Marktrechte in der späteren Siedlung Greifswald am Ryck und nochmals alle Besitzungen.
Nach dem Tod von Bischof Konrad III. am 20. September 1241 in Gützkow folgte im Bistum Cammin eine Sedisvakanz, die bis zur Wahl von Bischof Wilhelm im Jahre 1244 dauerte.